# Diane Arbus
Diane Arbus, geb. Nemerov (* 14. März 1923 in New York City; † 26. Juli 1971 ebenda) war eine amerikanische Fotografin und Fotojournalistin russisch-jüdischer Abstammung.

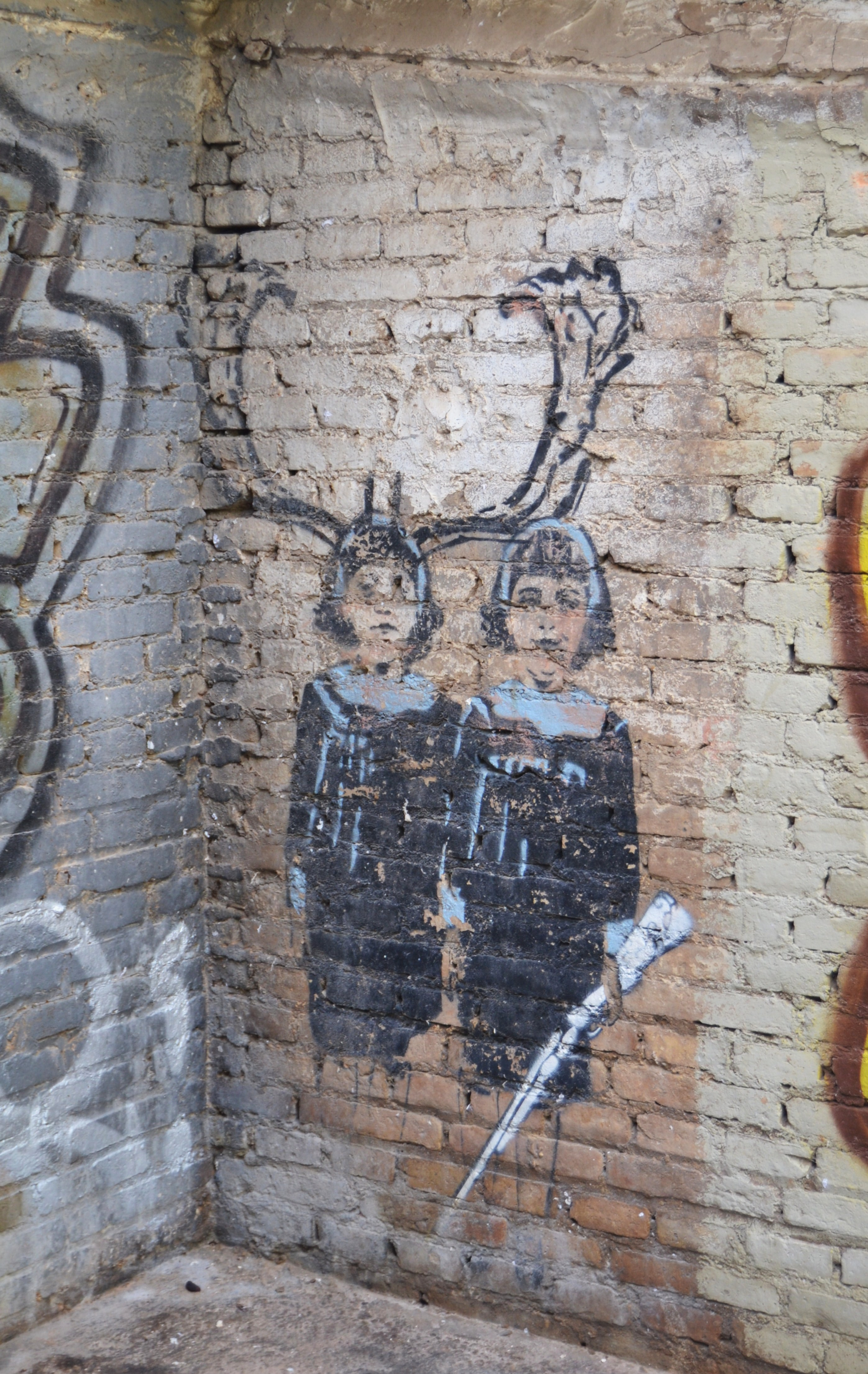
Graffiti in Valencia, inspiriert von Diane Arbus’ Fotografie Identical Twins, Roselle, New Jersey, 1967

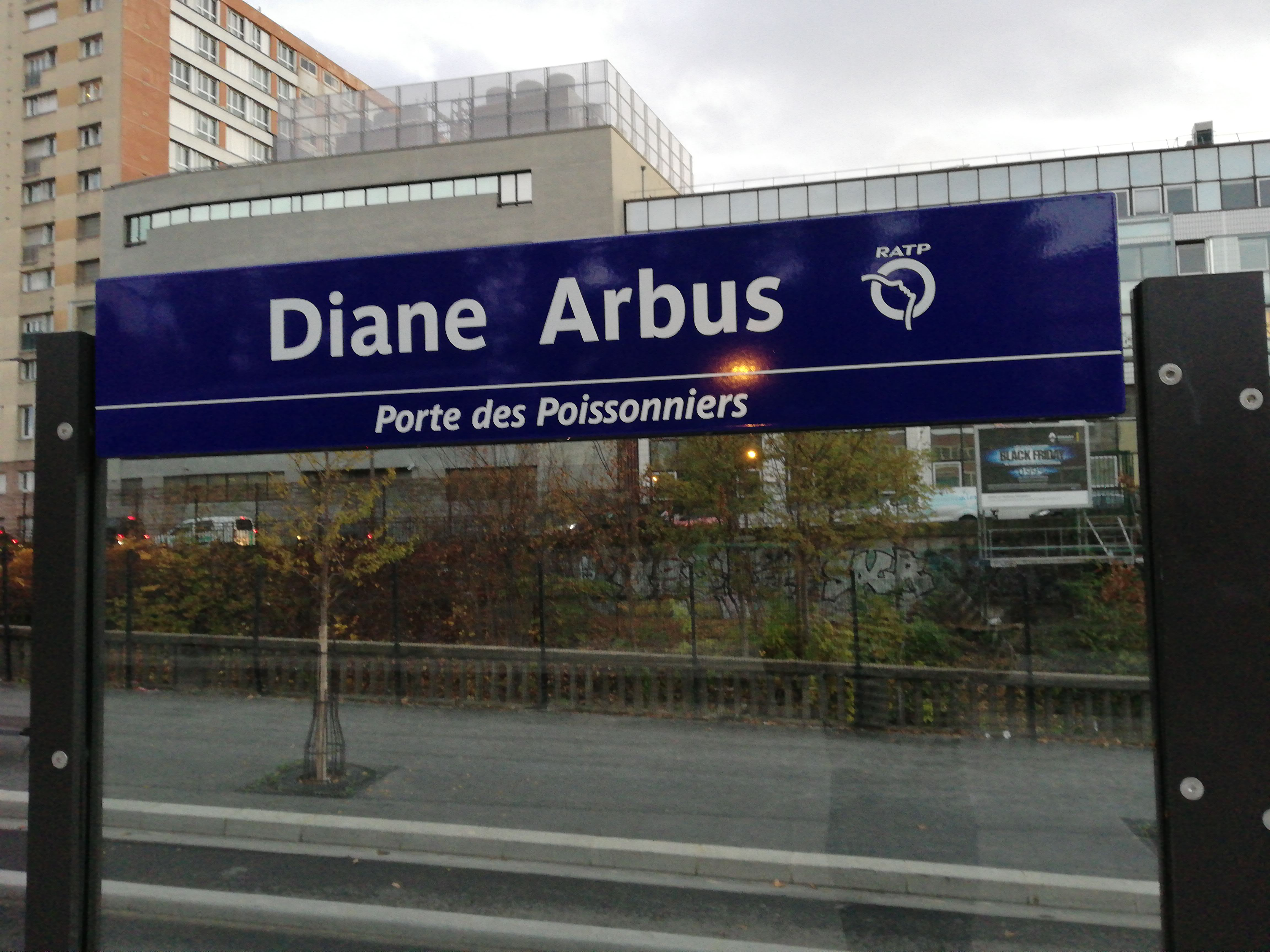
Tramhaltestelle Diane Arbus – Porte des Poissonniers in Paris

Arbus ist vor allem für ihre teils einfühlsamen, teils schonungslosen Porträts von Exzentrikern und Randfiguren der Gesellschaft bekannt, in denen sie das einprägsam Andersartige und Absonderliche herausarbeitet.
Ausgreifende Themenkomplexe beschäftigen sich u. a. mit Zirkusartisten, Nudisten, Transvestiten, Zwillingen, Prostituierten oder fehlgebildeten und geistig behinderten Personen. Neben dem Hinterfragen der Grenzen von Normalität und Ästhetik der Gesellschaft erweiterte sie die künstlerische Fotografie um scharf akzentuierte psychologische Aspekte.
Diane Arbus war die erste amerikanische Fotografin, deren Arbeit bei der Biennale in Venedig ausgestellt wurde (1972). Eine nach ihrem Tod 1972 konzipierte Werkübersicht präsentierte als Wanderausstellung 1972–79 einem Millionenpublikum den Kern ihres Schaffens und machte sie zu einer Kultfigur. Die parallel dazu erstmals 1972 erschienene Monographie Diane Arbus: An Aperture Monograph ist eines der meistverkauften Bücher der Fotografiegeschichte und wird noch bis in die Gegenwart ständig neu aufgelegt.

## Leben

### Kindheit
Diane Nemerov – so ihr Geburtsname – wuchs in New York City in der Park Avenue und am Central Park auf. Ihre Familie besaß das Pelz- und Modekaufhaus Russeks an der Fifth Avenue. Nemerovs Eltern überließen die Erziehung ihrer drei Kinder den Angestellten. Jedes Kind hatte ein eigenes Kindermädchen. Eine enge Bindung hatte Diane Nemerov zu ihrem drei Jahre älteren Bruder Howard Nemerov, der später als Schriftsteller Ruhm erlangte. Für ihre fünf Jahre jüngere Schwester Renée, die als Bildhauerin und Innenarchitektin erfolgreich war, war sie ein Mutterersatz.
Nemerov besuchte ab 1930 die Ethical Culture School. Ihre dort erkannte künstlerische Begabung wurde von ihrem Vater David Nemerov seit 1935 mit zusätzlichem Zeichenunterricht bei der Illustratorin von Russeks, Dorothy Thompson, gefördert. Thompson hatte bei George Grosz Malerei studiert. Zeit ihres Lebens blieb Grosz der Lieblingsmaler von Arbus. 1937 lernte sie in der Kunstabteilung von Russeks den Angestellten Allan Arbus kennen und wollte ihn sofort heiraten. Um dies zu verhindern, schickten ihre Eltern sie im Sommer 1938 auf die Cummington Kunstschule. Hier traf sie ihre zweite große Liebe, Alex Eliot, den Urenkel des Harvard-Präsidenten Charles W. Eliot.

### Die 1940er und 1950er Jahre
1941 heiratete Nemerov gegen den Willen der Eltern Allan Arbus. Das Paar bekam zwei Töchter, Doon (* 1945) und Amy (* 1954), mit denen Diane Arbus viel Zeit verbrachte. Neben zwei Jobs als Verkäufer versuchte sich Allan Arbus auch als Fotograf. Eigentlich wollte er jedoch Schauspieler werden. Aufgrund der Verantwortung als Familienvater gab er diesen Traum auf. 1943 absolvierte Allan Arbus beim Fernmeldedienst der Armee eine Ausbildung zum Fotografen.
Mit ihrem Mann machte sich Diane Arbus 1946 als Modefotografin selbstständig. In diesem Jahr studierte sie für kurze Zeit bei Berenice Abbott, die durch ihre New-York-Bilder Berühmtheit erlangt hatte und nun mit der Kamera Phänomene der Physik erforschte. Die ersten Aufträge erhielt das Paar von David Nemerov, der ihnen einen Teil ihrer Ausrüstung finanzierte. 1947 wurden sie bei Condé Nast vorstellig. Sie wurden von dem Unternehmen, zu dem Modemagazine wie Glamour und Vogue gehören, mit einer Serie über Pullover beauftragt.
Die Modefotografie orientierte sich nach dem Krieg mit ihren Farbnuancen und der Lichtführung sehr stark an der Malerei. Diese Erwartung an ihre Arbeiten und der übliche Drogenmissbrauch in der Szene hielten Diane und Allan Arbus immer auf Distanz zu ihrer Branche. Am liebsten arbeiteten sie ganz unkonventionell mit ungeübten Modellen zusammen. Hin und wieder versuchten sie auch mit den Konventionen einer üblichen Modeaufnahme zu brechen.
1951 verbrachte die Familie Arbus ein Jahr in Europa. In diesem Jahr lernte Diane Arbus über vielfältige sinnliche Eindrücke das fotografische Sehen. Neben ihren Reisen nach Spanien und Italien bearbeiteten sie für die Vogue einen Auftrag in Paris.
Mitte der 1950er Jahre lernte Diane Arbus über ihren Freund, den Maler Marvin Israel, Richard Avedon kennen. Zeit ihres Lebens blieben sie sehr enge Freunde und gegenseitige Bewunderer. Ein weiterer Freund, den Arbus in dieser Zeit kennenlernte, war der Fotograf Robert Frank, ein Anhänger der Schnappschussfotografie.
Kurz vor der Geburt der Tochter Amy stellten die „Arbs“, wie sie damals bezeichnet wurden, den damals achtzehnjährigen japanischen Fotografen Tod Yamashiro als Assistenten ein. Er blieb bis zum Ende des Studios 1969. Die erfolgreichsten Jahre des Studios begannen 1955. Sie machten Titelaufnahmen für Glamour und Seventeen, gehörten zum Redaktionsstab der Vogue und erhielten auch Werbeaufträge von Werbefirmen wie Young & Rubicam.
Schon in ihrer Kindheit litt Diane Arbus immer wieder unter schweren Depressionen. Mit zunehmender Unzufriedenheit über ihre Arbeit und ihre Ehe verstärkten sich die Depressionen zusehends. Nach einem psychischen Zusammenbruch 1957 entschlossen sich beide zur beruflichen Trennung. Diane wollte sich mehr ihrer eigenen Arbeit zuwenden, und Allan führte das Studio weiter, nahm aber nebenbei Schauspielunterricht. Der beruflichen Trennung folgte ein Jahr später auch die private. Sie blieben weiterhin miteinander befreundet. Erst 1969, als Allan wieder heiraten wollte, ließen sie sich scheiden.
1957 besuchte Diane Arbus einen Workshop bei Alexei Brodowitsch, dem Art Director von Harper’s Bazaar. Im Jahr darauf absolvierte sie einige Workshops bei Lisette Model an der New School. Lisette Model, österreichische Porträtfotografin, war Anfang der Vierziger mit ihren Porträts über Nacht berühmt geworden. Auch sie suchte in ihren Motiven das Extreme. Als Folge dieses Unterrichts verließ Arbus ihr bisheriges Themenspektrum und entdeckte in New York Lokalitäten wie Hubert’s Museum, einem Sideshow-Gauklerkeller, und den Transvestitentreff Club 82. Hier fand sie ihre ersten Modelle, die sie wiederum mit anderen Exzentrikern bekannt machten. Sie sagte einmal: „Lisette befreite mich von meinen bürgerlich-puritanischen Vorurteilen. Fotografien, die Bewunderung verdienen, haben die Kraft aufzuschrecken.“
Ende der 1950er Jahre wurde Diane Arbus mit ihren freien Arbeiten bei einigen Magazinen vorstellig. Der Karrierestart gelang ihr auch mit dem Ruf, den sie sich schon als Modefotografin erworben hatte.

### Die 1960er Jahre – Magazinarbeit
Zwischen 1960 und 1971 verdiente Arbus ihren Lebensunterhalt hauptsächlich als freie Fotoreporterin für verschiedene Magazine. Einige ihrer besten Arbeiten entstanden bei ihren kommerziellen Aufträgen, unter anderem auch deshalb, weil einige ihrer interessantesten Motive für sie nur mittels eines Presseausweises zugänglich waren. Bei vielen Magazinen war gerade in den sechziger Jahren eine Bereitschaft zum Experiment vorhanden. Man scheute sich nicht, den Inhalt, den Charakter und die Bandbreite des jeweiligen Magazins zu hinterfragen und neu zu definieren. Dies öffnete Fotografen wie Diane Arbus einen neuen Markt. Eine regelmäßige Zusammenarbeit hatte Arbus mit Esquire und Harper’s Bazaar. Weitere Magazine, die Fotos von ihr veröffentlichten, waren unter anderem New York, Show, Glamour, Essence, Harper’s Magazine, The New York Times, Holiday, Sports Illustrated, Herald Tribune (New York), The New York Times Book Review und The Saturday Evening Post.
Nach ihren ersten beiden Aufträgen für Esquire (1960: Eine vertikale Reise) und Harper's Bazaar (1961: Die Vollendung des Kreises) erschienen in den elf Jahren ihrer Tätigkeit mehr als 250 Aufnahmen in über 70 Zeitschriftenartikeln. Oft wirkte Diane Arbus auch an den Texten mit. Hauptsächlich waren es Aufnahmen der Reichen und Schönen, aber auch ihre Aufnahmen von Exzentrikern setzten sich in den Redaktionen der Zeitschriften durch, wobei selbst die Aufnahmen der Reichen und Schönen oft exzentrisch wirkten.
Im Laufe der Jahre führte Arbus’ gleichbleibender Stil zunehmend dazu, dass sie von ihren Redakteuren gezielt für bestimmte Aufträge angesprochen wurde. Andererseits wurden andere Projekte erst gar nicht an sie herangetragen, weil sie ihres Talentes nicht würdig waren (beispielsweise Aufnahmen von Politikern) oder man annahm, sie würden ihren Neigungen nicht entsprechen. Dies führte zu einer Einschränkung der Bandbreite ihrer Themen.
In den Jahren 1963 und 1966 wurden ihre freien Arbeiten durch Guggenheim-Stipendien unterstützt. 1967 wurden die Ergebnisse dieser Jahre zusammen mit Arbeiten von Lee Friedlander und Garry Winogrand in der Ausstellung New Documents im Museum of Modern Art der Öffentlichkeit präsentiert. Trotz des Aufsehens, das die Ausstellung auslöste, verbesserte sich die finanzielle Situation von Diane Arbus nicht sonderlich. Jedoch wurde der Art Director der britischen Zeitschrift Sunday Times Magazine, Michael Rand, auf sie aufmerksam. Ab 1968 arbeitete Arbus regelmäßig mit Rand und dem stellvertretenden Herausgeber Peter Crookston an Fotoreportagen für das Magazin. 1969 verließ Crookston die Times und wurde Herausgeber des Nova Magazine. Beide Zeitschriften finanzierten Arbus 1970 gemeinsam einen Englandaufenthalt. Zu einer Zeit, als das Interesse anderer Magazine an Arbeiten von Diane Arbus auf Grund von Personal- oder Profilwechseln nachließ, hatte sie im Sunday Times Magazine und in Nova enthusiastische Auftraggeber und Förderer gefunden. Den Rückgang von Fotoaufträgen versuchte Arbus durch andere Projekte auszugleichen. So verschaffte sie sich 1969/70 den Auftrag, eine Ausstellung im Museum of Modern Art zum Thema Reportagefotografie vorzubereiten und nahm zusätzlich Lehraufträge an der Cooper Union, Parsons School of Design in New York und an der Rhode Island School of Design an.
In diesem Jahr bezog Arbus eine Wohnung in der Westbeth Artists Community, einer Künstlerkolonie im West Village. 1970 begann sie mit ihrer Serie über behinderte Menschen. Im gleichen Jahr erhielt sie den Robert Lewitt-Preis der American Society of Magazine Photographers. Seit einer Hepatitiserkrankung 1966 und 1968 verstärkten sich ihre Depressionen. Trotz zweijähriger Therapie wiederholten sich die Anfälle in immer kürzeren Abständen. 1971 beging sie Suizid, indem sie Barbiturate einnahm und sich mit einem Rasiermesser die Pulsadern aufschnitt. Zuvor hatte sie die Worte „Letztes Abendmahl“ in ihr Tagebuch geschrieben und ihren Terminkalender auf die Treppe gestellt, die zum Bad führte. Ihr Freund Marvin Israel fand ihre Leiche zwei Tage später in der Badewanne.
1972 wurde Diane Arbus als erste amerikanische Fotografin überhaupt auf der Biennale in Venedig ausgestellt. Im selben Jahr veranstaltete das Museum of Modern Art mit großem Erfolg eine Diane-Arbus-Retrospektive. Im Jahr 1977 wurden Arbeiten von ihr auf der Documenta 6 in Kassel gezeigt.

## Die Bilder
Arbus’ Thema war das Surreale, Kranke, Abstoßende im täglichen Leben. Sie fotografierte Außenseiter wie Transvestiten, Kleinwüchsige, Prostituierte, Nudisten, geistig und körperlich Behinderte. Aber auch gewöhnliche Durchschnittsmenschen fanden vor ihre Kamera und wurden in Posen beunruhigender Fremdheit abgelichtet. Dabei stellte Arbus ihre Subjekte nie bloß aus, sondern gab ihnen Raum und Zeit, sich vor der Kamera einzufinden und aufzustellen. Ihre Bilder sind deshalb keine Schnappschüsse, die dargestellten Personen waren sich des Fotografiert-Werdens stets bewusst. Dennoch wirken ihre Aufnahmen nicht gestellt: Die Fotografin zwang ihren Subjekten keine Posen auf, sondern überließ sie vor der Kamera sich selbst. So entstanden Bilder einer absurden Parallelwelt: Ungewöhnliche Menschen, oft hässlich, grotesk, alltäglich, doch von großer Fremdheit. Susan Sontag bemerkte dazu in ihrem Essay Über Fotografie: „Die Menschen, die in Arbus’ Welt angesiedelt sind, enthüllen sich immer selbst. Hier gibt es keinen ‚entscheidenden Moment‘. […] Statt sie zu überreden, eine ‚natürliche‘ oder typische Haltung einzunehmen, ermunterte sie ihre Modelle, unbeholfen zu wirken – das heißt, zu posieren. Wenn sie so steif dastehen oder dasitzen, wirken sie bereits wie Abbilder ihrer selbst.“ Susan Sontag vermutet, dass in „Arbus’ Interesse an absonderlichen Typen sich ihr Wunsch ausdrückt, ihrer eigenen Unschuld Gewalt anzutun [und] ihr Gefühl, privilegiert zu sein, zu untergraben“.
Seit 1962 verwendete Diane Arbus eine Rolleiflex, mit einem Negativformat von 60 × 60 mm anstelle von 24 × 36 mm. Dieses quadratische Format schien besser ihrer direkten zentrierten Kompositionsweise zu entsprechen, und das größere Negativ gab auch mehr Detailfülle her. Diane Arbus orientierte sich an der Arbeitsweise im Studio: Die Kamerawahl, die Ausleuchtung des Objekts und die streng durchdachte Komposition widersprechen dem Bild des im richtigen Moment eingefangenen Schnappschusses. Ihre Bilder mit den ungewöhnlichen Einstellungen von Licht und Schatten behalten aber trotz der gestellten Szene eine gewisse Schnappschuss-Ästhetik und stehen damit im Gegensatz zur Stieglitzschen Philosophie des perfekten Abzugs.
Diane Arbus, die zunächst als Mode- und Porträtfotografin auf sich aufmerksam machte, wandte sich unter dem Eindruck der Arbeit von August Sander, der vor allem vor und nach dem Ersten Weltkrieg seine größten Erfolge mit typologisierenden Porträts hatte, einer sozialkritisch geprägten Fotografie zu. Ihre Fotoserien von Randgruppen der amerikanischen Gesellschaft – sie bildete Arme, Obdachlose, Drogenabhängige und Farbige ab – waren ausdrucksstarke, realistische Porträts, die den kritischen Geist der 60er Jahre genau trafen.

## Filme
- 1972: Going Where I’ve Never Been: The Photography of Diane Arbus, 30-minütige Fernsehdokumentation von John Musilli über die Fotografin.[6]
- 2005: Fell – Eine Liebesgeschichte – In dem Film von Steven Shainberg aus dem Jahr 2005, welcher den zusätzlichen Titel Ein imaginäres Porträt von Diane Arbus trägt, wird Diane Arbus von Nicole Kidman dargestellt.[7]

## Einzelausstellungen (Auswahl)
- 1972 Diane Arbus Portfolio: 10 Photos. Biennale di Venezia
- 1974 Hommage à Diane Arbus von Jean-Marc Bustamante, Arles’ Théâtre Antique, Rencontres d’Arles festival, Frankreich.
- 1973–79 Diane Arbus: Retrospective. Seibu Museum, Tokio; Hayward Gallery, London; Ikon Gallery, Birmingham, England; Scottish Arts Council, Edinburgh, Schottland; Van Abbe Museum, Eindhoven, Niederlande; Van Gogh Museum, Amsterdam; Städtische Galerie im Lenbachhaus und Kunstbau, München, Deutschland; Von der Heydt Museum, Wuppertal, Deutschland; Frankfurter Kunstverein.
- 1980 Diane Arbus: Vintage Unpublished Photographs. Robert Miller Gallery, New York.
- 1984–1987 Diane Arbus: Magazine Work 1960–1971. Spencer Museum of Art, Lawrence, Kansas; Minneapolis Institute of Arts, Minneapolis; University of Kentucky Art Museum, Lexington; University Art Museum, California State University, Long Beach; Neuberger Museum, State University of New York at Purchase; Wellesley College Museum, Massachusetts; and Philadelphia Museum of Art.
- 1986 Seattle Art Museum.
- 1991 Diane Arbus: Photographs. Edwynn Houk Gallery, Chicago.
- 1991 Diane Arbus. Ydessa Hendeles Art Foundation, Toronto.
- 1992 Diane Arbus: The Untitled Series, 1970–1971. Jan Kesner Gallery, Los Angeles.
- 1995 The Movies: Photographs from 1956 to 1958. Robert Miller Gallery, New York.
- 1997 Diane Arbus: Women. Photology Gallery, London.
- 2004–2005 Diane Arbus: Family Albums. Mount Holyoke College Art Museum, South Hadley, Massachusetts; Grey Art Gallery, New York; Portland Museum of Art, Maine; Spencer Museum of Art, Lawrence, Kansas; and Portland Art Museum, Oregon.
- 2005 Diane Arbus: Other Faces Other Rooms. Robert Miller Gallery, New York.
- 2007 Something Was There: Early Work by Diane Arbus. Fraenkel Gallery, San Francisco.
- 2008–2009 Diane Arbus, a Printed Retrospective, 1960–1971. Kadist Art Foundation, Paris; and Centre Régional de la Photographie Nord Pas-de-Calais, Douchy-les-Mines, Frankreich.
- 2009 Diane Arbus. Timothy Taylor Gallery, London.
- 2010 Diane Arbus: Christ in a Lobby and Other Unknown or Almost Known Works. Fraenkel Gallery, San Francisco.
- 2011 – 2012 Diane Arbus. Jeu de Paume, Paris.
- 2022 Diane Arbus: Photographs, 1956 − 1971. Louisiana Museum of Modern Art, Humlebæk.
- 2025 Diane Arbus: Constellation. Park Avenue Armory, New York.